# 바이막스키군

바이막스키 군의 위치

바이막스키군(러시아어: Баймакский район, 바시키르어: Баймаҡ районы)은 바시키르 공화국의 남동부에 위치한 군이다. 동쪽은 첼랴빈스크 주에 접해 있고, 1930년에 설치되었다. 면적은 5432 km2이고 주요한 도시는 바이마크, 시바이이다. 중심지는 바이마크로 우파에서 275km 떨어져 있다. 군의 인구는 1995년에 4만3,500명이었다. 1인당 인구 밀도는 8명당 1 km2이다. 주민은 러시아인, 바시키르인이다. 러시아어 신문인 "Баймакский вестник"와 바시키르어 신문인 "hakмар"이 발간된다.